# 2009 ve filmu
Toto je seznam filmů, jejichž premiéra se uskutečnila v roce 2009.

## Filmy roku 2009

### České filmy
- 2Bobule (režie: Vlad Lanné)
- 3 sezóny v pekle (česko-slovensko-německý film, režie: Tomáš Mašín)
- Ať žijí rytíři! (režie: Karel Janák)
- Auto*Mat (dokumentární film, režie: Martin Mareček)
- Babička (dokumentární film, režie: Zuzana Piussi)
- Bez předsudků (televizní povídkový film, režie: Zdeněk Troška)
- Čepel smrti (video film, režie: Tomáš Kučera)
- Daleko do Nashvillu (krátkometrážní televizní film, režie: Tomáš Bařina)
- Doba měděná (dokumentární film, režie: Ivo Bystřičan)
- Dobře placená procházka (záznam divadelního představení, režie: Miloš Forman)
- Dvojka (režie: Jaroslav Fuit)
- Ďáblova lest (trojdílný televizní film, režie: Jiří Strach)
- El Paso (režie: Zdeněk Tyc)
- Fenomén Gott (televizní dokumentární film, režie: Olga Špátová)
- Hodinu nevíš (režie: Dan Svátek)
- Holka Ferrari Dino (režie: Jan Němec)
- Jan Hus - mše za tři mrtvé muže (režie: Miroslav Bambušek)
- Jan Klusák – Axis Temporum (dokumentární film, režie: Dan Krameš)
- Jánošík - Pravdivá historie (polsko-slovensko-český film, režie: Kasia Adamik a Agnieszka Holland)
- Ježíš je normální! (dokumentární film, režie: Tereza Nvotová)
- Jindřich IV. (německo-francouzsko-česko-španělský film, režie: Jo Baier)
- Jménem krále (režie: Petr Nikolaev)
- Kati a blázni (televizní dokumentární film, režie: Petr Lokaj)
- Kawasakiho růže (režie: Jan Hřebejk)
- Klíček (režie: Ján Novák)
- Kněžna Libuše (americko-český film, režie: Constantin Werner)
- Krátká dlouhá cesta (dokumentární film, režie: Martin Hanzlíček)
- Landův lektvar lásky (dokumentární televizní film, režie: Erika Hníková)
- Láska rohatá (televizní pohádka, režie: Hynek Bočan)
- Líbáš jako Bůh (režie: Marie Poledňáková)
- Lištičky (česko-slovensko-irský film, režie: Mira Fornayová)
- Malé lži (režie: William Lee)
- Miloš Forman: Co tě nezabije… (dokumentární film, režie: Miloslav Šmídmajer)
- Muži v říji (režie: Robert Sedláček)
- Na půdě aneb Kdo má dneska narozeniny? (animovaný, režie: Jiří Barta)
- Naděje (studentský film, režie: Jan Kobler)
- Nedodržený slib (slovensko-česko-americký film, režie: Jiří Chlumský)
- Normal (režie: Julius Ševčík)
- Občan Havel přikuluje (dokumentární film, režie: Jan Novák a Adam Novak)
- Ocas ještěrky (režie: Ivo Trajkov)
- Oko ve zdi (režie: Miloš J. Kohout)
- One Love (režie: Petr Zahrádka)
- Operace Dunaj (polsko-český film, režie: Jacek Glomb)
- Pamětnice (režie: Vlado Štancel)
- Pátá žena (krátkometrážní, režie: Jiří Horut)
- Peklo s princeznou (režie: Miloslav Šmídmajer)
- Proměny (režie: Tomáš Řehořek)
- Protektor (režie: Marek Najbrt)
- Případ nevěrné Kláry (italsko-český film, režie: Roberto Faenza)
- Restaurované filmy Jana Špáty (výběr dokumentárních filmů, režie: Jan Špáta)
- Seance (krátkometrážní film, režie: Robin Kašpařík)
- Solomon Kane (britsko-francouzsko-český film, režie: Michael J. Bassett)
- Stínu neutečeš (režie: Lenka Kny)
- Svědomí Denisy Klánové (televizní film, režie: Miloš Zábranský)
- Šejdrem (televizní film, režie: Zdeněk Tyc)
- T.M.A. (režie: Juraj Herz)
- Tsunami po vlně zájmu (dokumentární film, režie: Jan Hošek)
- Ulovit miliardáře (režie: Tomáš Vorel)
- Veni, vidi, vici (režie: Pavel Göbl)
- Vítejte v KLDR! (dokumentární film, režie: Linda Jablonská)
- We Shoot with Love (krátkometrážní povídkový film více režisérů)
- Zapomenuté transporty do Polska (dokumentární film, režie: Lukáš Přibyl)
- Zemský ráj to na pohled (režie: Irena Pavlásková)
- Zoufalci (režie: Jitka Rudolfová)
- Ženy mého muže (česko-slovenský film, režie: Ivan Vojnár)

### Zahraniční filmy
- 2012 (režie: Roland Emmerich)
- Andělé a démoni (režie: Ron Howard)
- Avatar (režie: James Cameron)
- Brendan a tajemství Kellsu (režie: Tomm Moore, Nora Twomey)
- Cesta do pekel (režie: Russell Mulcahy)
- Coco Chanel (režie:Anne Fontaine)
- Coco Chanel & Igor Stravinskij (režie:Jan Kounen)
- Doba ledová 3: Úsvit dinosaurů (režie: Carlos Saldanha a Mike Thurmeier)
- Harry Potter a Princ dvojí krve (režie: David Yates)
- Modlitby za Bobbyho (režie: Russell Mulcahy)
- Moon (režie: Duncan Jones)
- Noční vlak (režie: Brian King)
- Pařba ve Vegas (režie: Todd Phillips)
- Pevné pouto (režie: Peter Jackson)
- Proroctví (režie: Alex Proyas)
- Sherlock Holmes (režie: Guy Ritchie)
- Star Trek (režie: J. J. Abrams)
- Terminator Salvation (režie: McG)
- Transformers: Pomsta poražených (režie: Michael Bay)
- Twilight sága: Nový měsíc (režie: Chris Weitz)
- Vzhůru do oblak (režie: Pete Docter a Bob Peterson)
- Královna Viktorie (režie: Jean-Marc Vallée)
- Válka nevěst (režie: Gary Winick)
- Zažít Woodstock (režie: Ang Lee)